# 蒋耀平
蒋耀平（1952年9月—）江苏武进人，中华人民共和国官员。

## 生平
蒋耀平1974年7月加入中国共产党。广西民族学院外语系毕业，挪威管理学院信息管理硕士，哈尔滨工业大学管理科学与工程博士。教授级高级工程师。历任南宁市电信局副局长、局长，广西壮族自治区邮电管理局副局长、局长，国家信息化工作领导小组计算机网络与信息安全管理办公室主任，中华人民共和国信息产业部政策法规司司长。2004年4月任信息产业部副部长、党组成员。2008年3月任中华人民共和国商务部副部长、党组成员。2013年6月，免去蒋耀平的商务部副部长、党组成员职务。2013年4月起，任海峡两岸关系协会副会长。
他是第十二届全国政协委员。